# マスバテ州

マスバテ州

マスバテ州（マスバテしゅう、Province of Masbate）は、フィリピン中部ビコル地方（Bicol Region, Region V）に属する州である。マスバテ島、ブリアス島、ティカオ島の主な3つの島で構成されている。海は西にシブヤン海、南にビサヤン海、南東にサマル海、北にラガイ湾で囲まれている。州境では北東にカマリネス・スル州、アルバイ州、東から南にかけてソルソゴン州、東ビサヤ地方の北サマル州、ビリラン州、レイテ州、中部ビサヤ地方のセブ州、西に西ビサヤ地方のイロイロ州、カピス州、ミマロパ地方のロンブロン州、北にカラバルソン地方のケソン州と多くの州と海上で隣接している。面積は4,047.7km2、人口は892,393人（2015年）、州都はこの州で唯一の都市マスバテ市（Masbate City）である。